# Rivière Andrieux
Pour les articles homonymes, voir Andrieu.
La rivière Andrieux est un affluent du réservoir Pipmuacan (versant de la rivière Betsiamites), coulant sur la rive nord-ouest du fleuve Saint-Laurent, dans le territoire non organisé Mont-Valin, dans la municipalité régionale de comté (MRC) de Le Fjord-du-Saguenay, dans la région administrative de la Saguenay-Lac-Saint-Jean, dans la Province de Québec, au Canada.
Surtout pour les besoins de la foresterie et de l’hydro-électricité, quelques routes forestières secondaires desservent la partie supérieure de la rivière ; d’autres routes venant du sud donnent accès aux baies de la partie sud-est du réservoir Pipmuacan. Ces routes forestières se relient par le sud indirectement à la route R0953 qui relie Labrieville au lac Pamouscachiou, dans le secteur au nord du Lac Saint-Jean,.
La foresterie constitue la principale activité économique du secteur ; les activités récréotouristique, en second. Le terrain d’aviation du Lac-à-Paul est situé entre le lac de tête et l’embouchure de la rivière dont le cours forme un grand U.
La surface de la rivière Andrieux habituellement gelée de la fin novembre au début avril, toutefois la circulation sécuritaire sur la glace se fait généralement de la mi-décembre à la fin mars.[réf. nécessaire]

## Géographie
Les principaux bassins versants voisins de la rivière Andrieux sont :
- côté nord : rivière à Paul, réservoir Pipmuacan, rivière Betsiamites, lac Gouin ;
- côté est : réservoir Pipmuacan, rivière Betsiamites ;
- côté sud : rivière Lionnet, lac Kakuskanus, rivière aux Sables, lac du Sault aux Cochons, rivière du Sault aux Cochons, rivière Desroches ;
- côté ouest : lac Riverin, lac Andrieux, lac des Caches, réservoir Pipmuacan[2].

La rivière Andrieux prend sa source à l’embouchure d’un lac Andrieux (longueur : 3,9 km ; altitude : 548 m), en zone forestière. Cette source est située à :
- 32,7 km à l'ouest du barrage de la centrale Bersimis-1, correspondant à l’embouchure du réservoir Pipmuacan ;
- 48,7 km à l'ouest du centre du village de Labrieville ;
- 123 km à l'ouest de l’embouchure de la rivière Betsiamites[2].

À partir de l’embouchure du lac Andrieux, le cours de la rivière Andrieux descend sur 26,3 km, selon les segments suivants :
- 8,8 km vers le sud-est, notamment en traversant le lac Guillaume, le lac Réal et le lac Catherine (longueur : 4,5 km ; altitude : 517 m) sur sa pleine longueur, jusqu’à son embouchure ;
- 6,9 km vers l’est, jusqu’à un coude de rivière ;
- 10,6 km vers le nord en traversant quatre petits lacs dont Léo, Landry, Rémi, jusqu’à la rive sud d’une baie du réservoir Pipmuacan[2].

L'embouchure de la rivière Andrieux se déverse sur la rive sud au fond d’une baie du réservoir Pipmuacan dans le territoire non organisé de Mont-Valin. Cette confluence de la rivière Andrieux située à :
- 7,9 km au nord-ouest d’une baie du lac du Sault aux Cochons ;
- 23,5 km au sud-est de barrage du sud-est du réservoir Pipmuacan ;
- 37,8 km au sud-est du centre du village de Labrieville ;
- 93,7 km au nord-ouest du centre-ville de Forestville ;
- 108,9 km à l'ouest de l’embouchure de la rivière Betsiamites[2],[4].

## Toponymie
Le toponyme rivière Andrieux a été officialisé le 5 décembre 1968.